# سیارک ۱۹۶۵۲
سیارک ۱۹۶۵۲ (به انگلیسی: 19652 Saris، نامگذاری:1999RC117) نوزده هزار و ششصد و پنجاه و دومین سیارک کشف شده‌است که در ۹ سپتامبر ۱۹۹۹ کشف شد.
قدر مطلق سیارک برابر ۱۸.۶ است.